# 丘馬

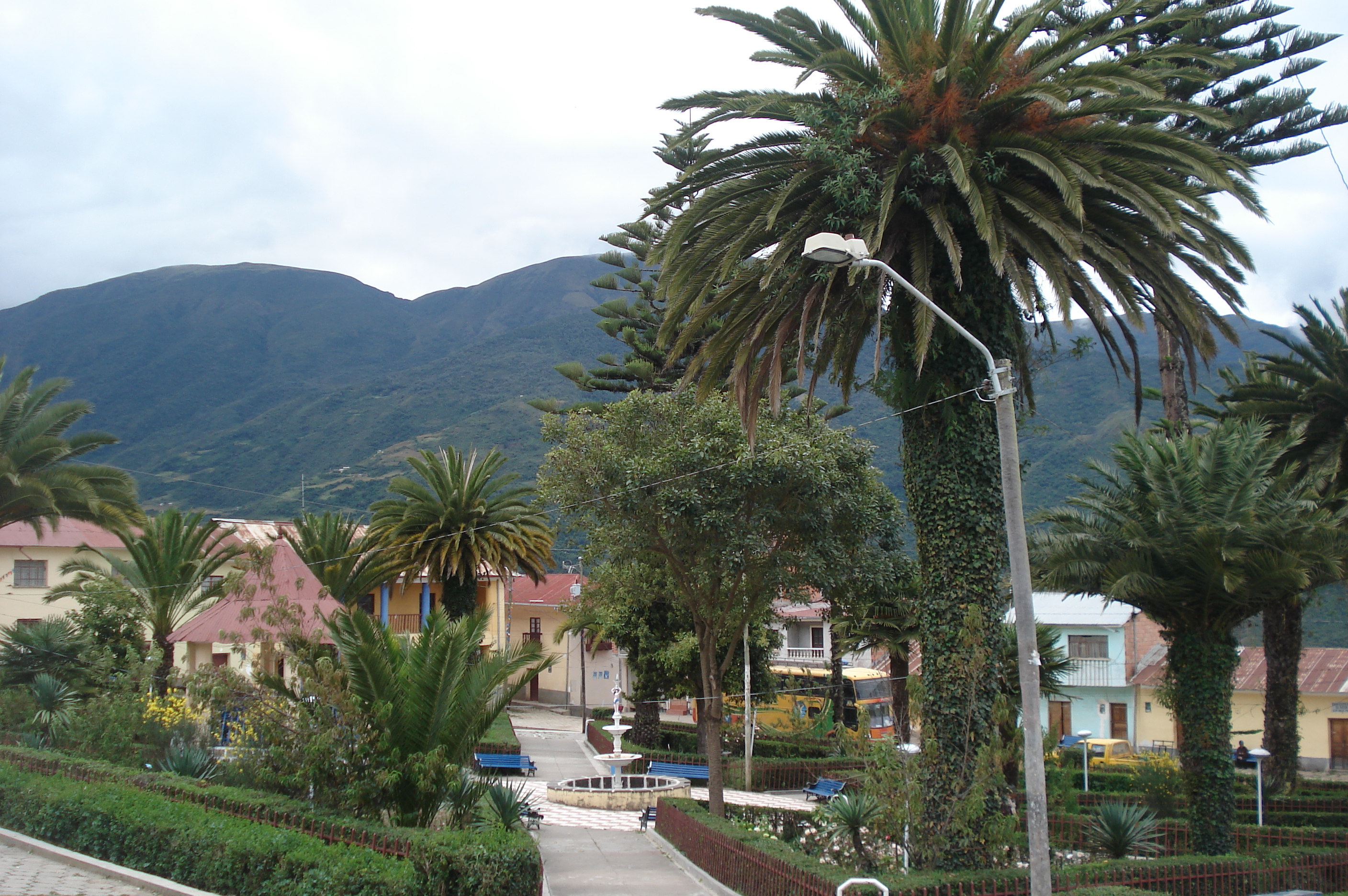
丘馬

丘馬（西班牙語：Chuma），是玻利維亞西部拉巴斯省穆涅卡斯县的市鎮，并为该县的县府所在地，處於省会拉巴斯西北面148公里。該市鎮的海拔高度2,750米，2001年人口数量为12,662人。